# TPEG
Il Transport Protocol Experts Group (TPEG) nacque come gruppo di esperti accomunati dallo scopo di fornire informazioni di traffico e per il viaggio molto più accurate e precise di quanto fosse stato fatto in precedenza. Nel tempo l’acronimo TPEG è diventato sinonimo della suite di protocolli che il gruppo ha creato e sta ancora perfezionando e mantenendo. I protocolli TPEG possono essere trasportati da diversi mezzi di comunicazione come la radio digitale o la telefonia mobile. Tra le informazioni che possono essere trasmesse con il TPEG possiamo trovare condizioni stradali, meteo, prezzi dei carburanti, prezzi e disponibilità di parcheggi, orari e ritardi dei trasporti pubblici.
Nota: da qui in Avanti il termine “TPEG” si riferirà esclusivamente alla suite di protocolli.

## Storia
Il Transport Protocol Expert Group nacque nel 1997 all’interno dell'Unione europea di radiodiffusione.  Il lavoro continuò sotto gli auspici di questa organizzazione fino al 2007 quando il gruppo si fuse con un gruppo che sviluppava il Traffic Message Channel (TMC), ospitato all’interno di ERTICO – ITS EUROPE, e con il progetto Mobile.Info dove le prime versioni dei protocolli TPEG furono testate in condizioni reali con vari sistemi di navigazione da produttori auto e loro fornitori. Oggi il lavoro viene sviluppato e manutenuto dall’organizzazione Traveller Information Services Association (TISA), che anche cura gli standard Traffic Message Channel (TMC).
All’inizio l’idea principale su cui progettare il TPEG era di sviluppare applicazioni che avrebbero potuto estendere i servizi informativi di traffico ben oltre le tecnologie allora disponibili, in primis RDS-TMC ed alcuni protocolli proprietari. Inoltre la suite TPEG avrebbe dovuto includere servizi informativi multimodali per facilitare il viaggiatore nell’uso di modi diversi di trasporto, ad esempio auto e servizi pubblici.
Il primo protocollo sviluppato fu il Road Traffic Message (RTM) a cui si aggiunse presto il Public Transport Information (PTI). Entrambe condividevano un modo nativo del TPEG per la localizzazione geografica.
L’applicazione RTM era stata progettata con l’idea di andar bene per innumerevoli situazioni diverse ovvero secondo il paradigma “one size fits all”. Questa prima generazione di applicazioni TPEG (TPEG generazione 1 o TPEG1) forniva sempre un protocollo binario e solo in alcuni casi un protocollo XML separato.  Le prime implementazioni mostrarono subito che la struttura RTM era troppo complessa per diventare una evoluzione efficiente e quindi rimpiazzare il precedente protocollo TMC. Di conseguenza fu deciso di fare una revisione completa sia dello stile del modello informativo che dell’approccio progettuale muovendo il TPEG verso applicazioni più separate e più definite, tramite l’utilizzo di specifici casi d'uso, e, allo stesso tempo, usando un approccio top-down nella modellazione dei dati. Questa seconda generazione di applicazioni TPEG (TPEG generazione 2 o TPEG2) è stata quindi specificata con un modello UML dal quale sono derivati sia la codifica binaria che quella XML. La specifica di una applicazione TPEG2 include le codifiche sia binaria che XML come parte integrante della specifica stessa.
La prima applicazione TPEG2 fu il TEC che rappresentò una svolta in quanto sia i fornitori di servizi che i produttori di dispositivi utente (come possono essere ad esempio i navigatori auto) accettarono il TPEG2 come IL successore del Traffic Message Channel, come conseguenza diretta, i servizi iniziarono ad apparire in vari paesi.
Vale infine ricordare che sia TPEG1 che TPEG2 sono standardizzati dall'Organizzazione internazionale per la normazione come ISO/TS 18234 (TPEG1) e ISO/TS 21219 (TPEG2). La serie TPEG1 è considerata legacy e si tende a non incoraggiare lo sviluppo di servizi TPEG1.

## Tecnologia
Il TPEG definisce specifiche al fine di fornire informazioni molto accurate sia relative al traffico che al viaggiatore in senso più generale. Il TPEG permette la trasmissione di pacchetti dati tramite vari mezzi di comunicazione, tra cui le trasmissioni broadcast digitali o i protocolli internet. Di fatto, oggi questo è usato principalmente per informare i viaggiatori sulle condizioni di traffico, ferroviarie ecc. Informazioni come condizioni del traffico, meteo, prezzi carburanti, parcheggi, orari reali del trasporto pubblico, possono essere trasmesse con il TPEG.
TPEG è un protocollo strutturato in contenitori ognuno dei quali contiene uno specifico contenuto per ciascun servizio. Ogni applicazione  è definita in una specifica tecnica separata. Il TPEG è progettato per essere moderno e flessibile pronto per essere adattato secondo nuovi trend, necessità e condizioni.
La selezione delle corrette applicazioni e profili tecnici permette di fornire al viaggiatore informazioni accurate ed in tempo reale al fine di una maggiore sicurezza e comodità di viaggio. Grazie a questi requisiti il TPEG è ben accettato sia dagli enti regolatori che da enti pubblici.
Prodotti basati su TPEG sono da tempo disponibili, da parte di molti produttori diversi, in molti paesi Europei, negli Stati Uniti ed in Asia. In paragrafi successive viene riportata la lista dei servizi.

### La filosofia progettuale
Il TPEG è sviluppato secondo un metodo top-down ed è basato sulla modellazione degli use cases definita in Unified Modeling Language. Dal modello Unified Modeling Language sono derivate due versioni:
- codifica XML – questo formato è sia human readable che machine readable e può facilmente essere usato dai sistemi di navigazione con un Parsing della struttura stessa. È inoltre compatibile all'indietro in quanto si possono aggiungere nuovi Tag (metadato) alle applicazioni. Questi nuovi Tag (metadato) possono essere saltati, ovvero non analizzati e non usati, da sistemi che implementano versioni più vecchie. Allo stesso tempo generazioni più recenti possono usare nuove feature messe a disposizione con i nuovi Tag (metadato).
- codifica binaria – Questo formato non è human readable ma ha il vantaggio di essere molto più compatto della rappresentazione XML. Questa codifica è quindi molto più efficiente e viene normalmente usata ad esempio dove c’è minore banda trasmissiva oppure dove una codifica compatta è essenziale.

## Principi base
I seguenti principi sono stati assunti come essenziali nello sviluppo dei protocolli TPEG, struttura e semantica del TPEG (riferimento ISO/TS 18234-2 seguito da TS 21219-5):
- TPEG è principalmente unidirezionale (con l’eccezione di quando trasportato da Internet Protocol)
- TPEG binario è byte-oriented dove un Byte rappresenta 8 Bit
- TPEG fornisce una struttura di protocollo che impiega un framing asincrono
- TPEG include una correzione di errore Cyclic redundancy check applicabile a diversi livelli
- TPEG assume che i livelli sottostanti possano avere la correzione di errore
- TPEG assume di usare un canale dati trasparente messo a disposizione dal protocollo sottostante
- TPEG assume che i sistemi sottostanti abbiano un certo livello di affidabilità
- TPEG ha una struttura gerarchica dei data frame
- TPEG trasporta il nome del fornitore di servizi, il nome del servizio e informazioni di rete
- TPEG permette l’uso di meccanismi di criptatura nel caso siano richiesti

## Caratteristiche addizionali
- La filosofia progettuale del TPEG opera una netta distinzione tra i due segmenti principali di Content e Delivery. Le informazioni della localizzazione e del contenuto applicativo sono chiaramente e nettamente distinte.
- TPEG permette di avere servizi in cui non sia necessaria la sincronizzazione del database delle localizzazioni tra il fornitore di servizi ed il cliente degli stessi.
- TPEG estende le applicazioni verso servizi multimodali
- TPEG permette l’offerta di contenuti molto ricchi pur avendo una indipendenza dalla lingua
- TPEG permette di realizzare dei filtri molto sofisticati ed avanzati nei dispositivi utente
- TPEG supporta sia “thick” che “thin” devices
- Non è necessario precaricare il database delle localizzazioni nei dispositivi utente
- Il contenuto dei messaggi è scalabile
- I meccanismi di adattamento al protocollo di trasporto molto semplici

## Applicazioni TPEG2
Il TPEG è un sistema modulare attualmente specificato nel modo seguente
| Titolo                                           | Acronimo | Descrizione |
| Part 1: Introduction, numbering and versions     |          | Questa specifica tecnica fornisce una introduzione ed un indice all’insieme dei componenti ed applicazioni TPEG2. Permette l’indicizzazione di nuove applicazioni quando sono aggiunte alla famiglia TPEG tramite la definizione del loro Application Identification (AID). |
| Part 2: UML modelling rules                      |          | Contiene le regole per definire la semantica di una applicazione TPEG per mezzo di un modello appropriato indipendente dal formato fisico dei dati e dei problemi trasmissivi. Queste regole facilitano il processo di specifica. |
| Part 3: UML to binary conversion rules           |          | Le applicazioni Tpeg sono modellate in UML per fornire una descrizione dell’applicazione che è indipendente dalla rappresentazione del formato fisico. Separando la semantica dalla descrizione applicativa, si ottiene che le applicazioni possono essere facilmente sviluppate a livello funzionale. Rappresentazioni fisiche diverse possono essere generate seguendo un set di regole ben definite al riguardo di come convertire classi UML in formati fisici diversi. |
| Part 4: UML to XML conversion rules              |          | Regole per convertire i modelli UML delle applicazioni TPEG in formato tpegML. |
| Part 5: Service framework                        |          | Il TPEG2 può fornire un multiplex di applicazioni e servizi. La specifica permette di comporre il multiplex sia in formato binario che XML, dove ciascuno può a sua volta essere composto da più applicazioni TPEG. |
| Part 6: Message management container             | MMC      | Il Message Management Container (MMC) è usato da tutte le applicazioni TPEG per fornire informazioni sulla gestione dei messaggi lato client TPEG. |
| Part 7: Location referencing container           | LRC      | Il Location Referencing Container (LRC) è usato per segnalare quale specifico metodo di georeferenziazione è usato da uno specifico messaggio TPEG. LRC può gestire anche metodi che sono esterni alle correnti serie ISO oltre ovviamente a quelli interni alla serie. |
| Part 9: Service and network information          | SNI      | L’applicazione Service and Network Information (SNI) è progettata per permettere il trasporto di informazioni sulla disponibilità dello stesso servizio su un altro mezzo di trasporto o di un servizio dati similare effettuato da un altro fornitore di servizi. Tutto ciò in modo diretto dal fornitore di servizi all’utente finale. |
| Part 10: Conditional access information          | CAI      | Questa funzione può essere applicata sia a livello di service frame che a livello di componente. Grazie a questa è possibile criptare alcuni componenti del servizio usando la stessa “encryption key”, mentre altri rimangono non criptati o usano altre “encryption keys”. |
| Part 11: Universal location referencing          | ULR      | Uno dei metodi per effettuare la localizzazione dinamica con codifica & decodifica in tempo reale. |
| Part 14: Parking information application         | PKI      | Applicazione specializzata per il trasporto di informazioni relative ai parcheggi. |
| Part 15: Traffic event compact application       | TEC      | Applicazione particolarmente compatta progettata appositamente per gli eventi di traffico (ad esempio lavori in corso, eventuali restrizioni sulle strade ecc.) . |
| Part 16: Fuel price information application      | FPI      | Applicazione dedicata alle informazioni delle stazioni di servizio, la loro localizzazione, il tipo di carburanti disponibili, il prezzo dei carburanti, la loro disponibilità. |
| Part 18: Traffic flow and prediction application | TFP      | Applicazione compatta per fornire in modo preciso la velocità di scorrimento ed il tempo di attraversamento sia attuale che prevista. Permette di mandare informazioni molto dettagliate su velocità media e ritardi e tempi di attraversamento anche su tratte di alcune centinaia di metri o meno. Rappresenta l’applicazione più diffusa nei sistemi di navigazione. |
| Part 19: Weather information application         | WEA      | Previsioni meteo dedicate al viaggiatore. Questa applicazione permette di specificarle su più periodi temporali ed aree geografiche. |
| Part 20: Extended TMC location referencing       | ETL      | Questa applicazione permette di aggiungere attributi per codificare uscite ed ingressi che possono essere chiusi. È stata pensata e progettata principalmente per estendere le capacità dell’applicazione TEC quando usata con il database delle località TMC. |
| Part 21: Geographic location referencing         | GLR      | Metodo per segnalare riferimenti geografici (punti, poli-linee e aree) che possono essere trasportate all’interno del LRC per quelle applicazioni che desiderano usare principalmente localizzazioni geografiche (ad es WEA). |
| Part 22: OpenLR location referencing             | OLR      | Uno dei metodi per effettuare la localizzazione dinamica con codifica & decodifica in tempo reale. |
| Part 23: Road and multimodal routes application  | RMI      | Questa applicazione permette la fornitura di dettagliate informazioni di guida da un sistema centrale ad un dispositivo utente. Consente di sovrimporre percorsi stradali così come multimodali e parcheggi. |

## Disponibilità servizi TPEG
Molti servizi TPEG sono correntemente disponibili. La tabella sotto fornisce una istantanea ad inizio 2015. Per la situazione aggiornata si faccia riferimento alla mappa di copertura ospitata da TISA.

### Servizi broadcast
| Paese       | Fornitore servizio              | Stato                       | Tipologia servizio | Applicazioni Tpeg                   |
| Italia      | Infoblu                         | Operativo                   | Premium            | TEC / TFP                           |
| Belgio      | Be-Mobile                       | Operativo                   | Premium            | TEC / TFP                           |
| Canada      | Total Traffic + Weather Network | Operativo                   | Premium            | TEC / TFP                           |
| Germania    | HERE                            | Operativo                   | Premium            | TEC / TFP                           |
| Germania    | Mediamobile                     | Operativo                   | Premium            | TEC / TFP                           |
| Lussemburgo | Be-Mobile                       | Operativo                   | Premium            | TEC / TFP                           |
| Paesi Bassi | Be-Mobile                       | Operativo                   | Premium            | TEC / TFP                           |
| Norvegia    | Mediamobile                     | Operativo                   | Premium            | TEC / TFP                           |
| Regno Unito | Inrix                           | Operativo                   | Premium            | TEC / TFP                           |
| Regno Unito | Trafficmaster                   | Operativo                   | Premium            | TEC                                 |
| USA         | Total Traffic + Weather Network | Operativo                   | Premium            | TEC / TFP                           |
| Francia     | Mediamobile                     | test (in alcune città)      | Premium            | TEC / TFP                           |
| Germania    | ARD (9 Servizi regionali)       | test (live in some regions) | Libero             | TEC / TFP / PKI (in alcune regioni) |
| Polonia     | Mediamobile                     | test                        | Premium            | TEC / TFP                           |
| Svezia      | Mediamobile                     | test                        | Premium            | TEC / TFP                           |

### Servizi punto-punto (IP based)
| Paese                | Fornitore servizio | Stato     | Stato   | Tipologia servizio | Applicazioni Tpeg |
| Andorra              | Tomtom             | Operativo | Premium | Premium            | TEC / TFP / WEA   |
| Argentina            | HERE               | Operativo | Premium | Premium            | TEC / TFP         |
| Australia            | HERE               | Operativo | Premium | Premium            | TEC / TFP         |
| Australia            | Tomtom             | Operativo | Premium | Premium            | TEC / TFP /WEA    |
| Austria              | HERE               | Operativo | Premium | Premium            | TEC / TFP         |
| Austria              | Tomtom             | Operativo | Premium | Premium            | TEC / TFP /WEA    |
| Belgio               | HERE               | Operativo | Premium | Premium            | TEC / TFP         |
| Belgio               | Tomtom             | Operativo | Premium | Premium            | TEC / TFP /WEA    |
| Brasile              | HERE               | Operativo | Premium | Premium            | TEC / TFP         |
| Brasile              | Tomtom             | Operativo | Premium | Premium            | TEC / TFP /WEA    |
| Canada               | HERE               | Operativo | Premium | Premium            | TEC / TFP         |
| Canada               | Tomtom             | Operativo | Premium | Premium            | TEC / TFP /WEA    |
| Cile                 | Tomtom             | Operativo | Premium | Premium            | TEC / TFP /WEA    |
| Cina                 | Tomtom             | Operativo | Premium | Premium            | TEC / TFP /WEA    |
| Repubblica Ceca      | HERE               | Operativo | Premium | Premium            | TEC / TFP         |
| Repubblica Ceca      | Tomtom             | Operativo | Premium | Premium            | TEC / TFP /WEA    |
| Croazia              | HERE               | Operativo | Premium | Premium            | TEC / TFP         |
| Danimarca            | HERE               | Operativo | Premium | Premium            | TEC / TFP         |
| Danimarca            | Tomtom             | Operativo | Premium | Premium            | TEC / TFP /WEA    |
| Finlandia            | HERE               | Operativo | Premium | Premium            | TEC / TFP         |
| Finlandia            | Tomtom             | Operativo | Premium | Premium            | TEC / TFP /WEA    |
| Francia              | HERE               | Operativo | Premium | Premium            | TEC / TFP         |
| Francia              | Tomtom             | Operativo | Premium | Premium            | TEC / TFP /WEA    |
| Germania             | Tomtom             | Operativo | Premium | Premium            | TEC / TFP /WEA    |
| Germania             | HERE               | Operativo | Premium | Premium            | TEC / TFP         |
| Germania             | Inrix              | Operativo | Premium | Premium            | TEC / TFP         |
| Gibilterra           | Tomtom             | Operativo | Premium | Premium            | TEC / TFP /WEA    |
| Grecia               | HERE               | Operativo | Premium | Premium            | TEC / TFP         |
| Ungheria             | HERE               | Operativo | Premium | Premium            | TEC / TFP         |
| India                | HERE               | Operativo | Premium | Premium            | TEC / TFP         |
| Indonesia            | HERE               | Operativo | Premium | Premium            | TEC / TFP         |
| Irlanda              | HERE               | Operativo | Premium | Premium            | TEC / TFP         |
| Irlanda              | Tomtom             | Operativo | Premium | Premium            | TEC / TFP /WEA    |
| Italia               | HERE               | Operativo | Premium | Premium            | TEC / TFP         |
| Italia               | Tomtom             | Operativo | Premium | Premium            | TEC / TFP /WEA    |
| Lesotho              | Tomtom             | Operativo | Premium | Premium            | TEC / TFP /WEA    |
| Liechtenstein        | Tomtom             | Operativo | Premium | Premium            | TEC / TFP /WEA    |
| Lussemburgo          | HERE               | Operativo | Premium | Premium            | TEC / TFP         |
| Lussemburgo          | Tomtom             | Operativo | Premium | Premium            | TEC / TFP /WEA    |
| Malesia              | HERE               | Operativo | Premium | Premium            | TEC / TFP         |
| Malesia              | Tomtom             | Operativo | Premium | Premium            | TEC / TFP /WEA    |
| Malta                | Tomtom             | Operativo | Premium | Premium            | TEC / TFP /WEA    |
| Messico              | HERE               | Operativo | Premium | Premium            | TEC / TFP         |
| Messico              | Tomtom             | Operativo | Premium | Premium            | TEC / TFP /WEA    |
| Principato di Monaco | Tomtom             | Operativo | Premium | Premium            | TEC / TFP /WEA    |
| Paesi Bassi          | HERE               | Operativo | Premium | Premium            | TEC / TFP         |
| Paesi Bassi          | Tomtom             | Operativo | Premium | Premium            | TEC / TFP /WEA    |
| Nuova Zelanda        | HERE               | Operativo | Premium | Premium            | TEC / TFP         |
| Nuova Zelanda        | Tomtom             | Operativo | Premium | Premium            | TEC / TFP /WEA    |
| Norvegia             | HERE               | Operativo | Premium | Premium            | TEC / TFP         |
| Norvegia             | Tomtom             | Operativo | Premium | Premium            | TEC / TFP /WEA    |
| Polonia              | HERE               | Operativo | Premium | Premium            | TEC / TFP         |
| Polonia              | Tomtom             | Operativo | Premium | Premium            | TEC / TFP /WEA    |
| Portogallo           | HERE               | Operativo | Premium | Premium            | TEC / TFP         |
| Portogallo           | Tomtom             | Operativo | Premium | Premium            | TEC / TFP /WEA    |
| Porto Rico           | HERE               | Operativo | Premium | Premium            | TEC / TFP         |
| Russia               | HERE               | Operativo | Premium | Premium            | TEC / TFP         |
| Russia               | Tomtom             | Operativo | Premium | Premium            | TEC / TFP /WEA    |
| San Marino           | Tomtom             | Operativo | Premium | Premium            | TEC / TFP /WEA    |
| Arabia Saudita       | HERE               | Operativo | Premium | Premium            | TEC / TFP         |
| Arabia Saudita       | Tomtom             | Operativo | Premium | Premium            | TEC / TFP /WEA    |
| Singapore            | HERE               | Operativo | Premium | Premium            | TEC / TFP         |
| Singapore            | Tomtom             | Operativo | Premium | Premium            | TEC / TFP /WEA    |
| Slovacchia           | HERE               | Operativo | Premium | Premium            | TEC / TFP         |
| Slovenia             | HERE               | Operativo | Premium | Premium            | TEC / TFP         |
| Sud Africa           | HERE               | Operativo | Premium | Premium            | TEC / TFP         |
| Sud Africa           | Tomtom             | Operativo | Premium | Premium            | TEC / TFP /WEA    |
| Sud Korea            | HERE               | Operativo | Premium | Premium            | TEC / TFP         |
| Spagna               | HERE               | Operativo | Premium | Premium            | TEC / TFP         |
| Spagna               | Tomtom             | Operativo | Premium | Premium            | TEC / TFP /WEA    |
| Svezia               | HERE               | Operativo | Premium | Premium            | TEC / TFP         |
| Svezia               | Tomtom             | Operativo | Premium | Premium            | TEC / TFP /WEA    |
| Svizzera             | HERE               | Operativo | Premium | Premium            | TEC / TFP         |
| Svizzera             | Tomtom             | Operativo | Premium | Premium            | TEC / TFP /WEA    |
| Taiwan               | HERE               | Operativo | Premium | Premium            | TEC / TFP         |
| Taiwan               | Tomtom             | Operativo | Premium | Premium            | TEC / TFP /WEA    |
| Thailandia           | HERE               | Operativo | Premium | Premium            | TEC / TFP         |
| Thailandia           | Tomtom             | Operativo | Premium | Premium            | TEC / TFP /WEA    |
| Turchia              | HERE               | Operativo | Premium | Premium            | TEC / TFP         |
| Turchia              | Tomtom             | Operativo | Premium | Premium            | TEC / TFP /WEA    |
| Ucraina              | HERE               | Operativo | Premium | Premium            | TEC / TFP         |
| Emirati Arabi Uniti  | HERE               | Operativo | Premium | Premium            | TEC / TFP         |
| Emirati Arabi Uniti  | Tomtom             | Operativo | Premium | Premium            | TEC / TFP /WEA    |
| Regno Unito          | HERE               | Operativo | Premium | Premium            | TEC / TFP         |
| Regno Unito          | Tomtom             | Operativo | Premium | Premium            | TEC / TFP /WEA    |
| USA                  | HERE               | Operativo | Premium | Premium            | TEC / TFP         |
| USA                  | Tomtom             | Operativo | Premium | Premium            | TEC / TFP /WEA    |
| Città del Vaticano   | Tomtom             | Operativo | Premium | Premium            | TEC / TFP /WEA    |

### Servizi ibridi (usano sia broadcast che punto-punto)
| Paese | Fornitore servizio | Fornitore servizio                | Stato     | Tipologia servizio | Applicazioni Tpeg |
| USA   | USA                | Total Traffic and Weather Network | Operativo | TTN HD-Hybrid      | TEC / TFP / FPI   |